# Batalla de Shiroyama
La batalla de Shiroyama (城山の戦い, Shiroyama no tatakai?) es va lluitar el 24 de setembre de 1877, a Kagoshima, Japó, i va cloure la Rebel·lió de Satsuma.

## Antecedents
La Rebel·lió de Satsuma (西南戦争, Seinan Sensō), també coneguda com la Guerra del sud-oest fou una revolta dels antics samurais de Satsuma, dirigits per Saigō Takamori contra el govern de l'emperador Meiji. Després de la derrota al Setge de Kumamoto i altres batalles a Kyushu, els pocs centenars d'homes supervivents de les forces samurai lleials a Saigō Takamori, dels 40.000 que inicialment van assetjar Kumamoto només sis setmanes abans van establir-se l'1 de setembre de 1877 al turó de Shiroyama, a prop de Kagoshima, sense canons i disposant únicament d'uns pocs mosquets.

## Preparatius
L'exèrcit imperial comandat per Yamagata Aritomo i els marines de Kawamura Sumiyoshi van arribar poc després, envoltant completament als revoltats. Amb 300.000 homes, Yamagata superava a Saigō per 750 a 1, però havent-se vist sorprès amb anterioritat, va fer que els soldats construïssin durant dies una xarxa de trinxeres, murs i obstacles. El pla de batalla de Yamagata era assaltar les posicions rebels des de totes bandes simultàniament, prohibint a les unitats ajudar a les altres, i si alguna es retirava, la resta hi dispararia indiscriminadament, matant als propis per evitar la fugida de Saigō.
Els cinc vaixells governamentals situats al port de Kagoshima van afegir la seva capacitat de foc a l'artilleria de Yamagata, a on es van disparar 7.000 projectils, i al demanar la rendició a Saigō Takamori, aquest, d'acord amb el bushido, s'hi va negar.

## Batalla
Després d'un intens bombardeig d'artilleria la nit del 24 de setembre, les forces imperials van atacar el turó de matinada, i els samurais van carregar contra els imperials, que al no estar preparats per la lluita cos a cos amb enemics tan eficients en la lluita amb espases, van trencar la línia per un temps, però van ser reduïts per superioritat numèrica.
A les 6 del matí només quedaven 40 supervivents entre els samurais i Saigō Takamori estava ferit a l'artèria femoral i l'estómac, i va demanar un lloc acceptable per morir, sent carregat a l'espatlla per Beppu Shinsuke, i diu la llegenda que va fer de kaishakunin per ajudar-lo a cometre seppuku abans que pogués ser capturat, tot i que hi ha proves que diuen que va morir per ferida de bala i que Beppu li va tallar el cap per preservar la seva dignitat. Després de la mort de Saigō, els supervivents van carregar contra els imperials, sent morts per trets de metralladora.

## Conseqüències
Amb aquestes morts, la Rebel·lió de Satsuma es va acabar, però l'emperador Meiji va perdonar Saigō Takamori pòstumament en 1890, i una estàtua al parc central de Kagoshima el recorda.

## Llegat cultural
La història de Saigō Takamori ha estat relatada en diverses obres literàries contemporànies japoneses. Internacionalment, la seva acció final en la Rebel·lió de Satsuma va ser usat en la pel·lícula de 2003, L'últim samurai; Ken Watanabe va actuar en el paper de Takamori, tot i que en aquesta pel·lícula rep el nom de "Katsumoto".